# Lokomotivbahnhof

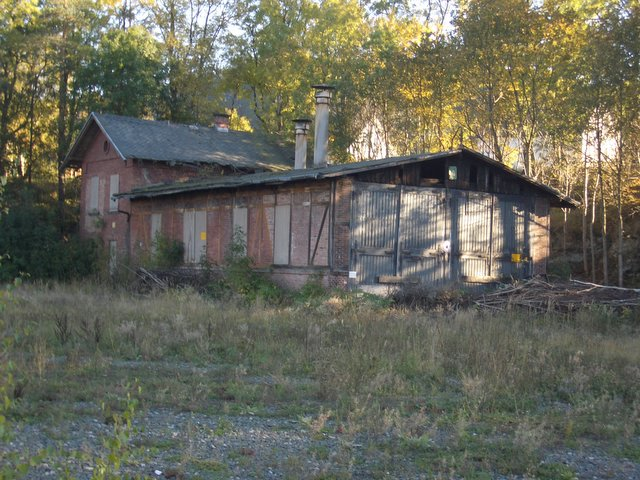
Lokschuppen mit Werkstattanbau im Bahnhof Marxgrün

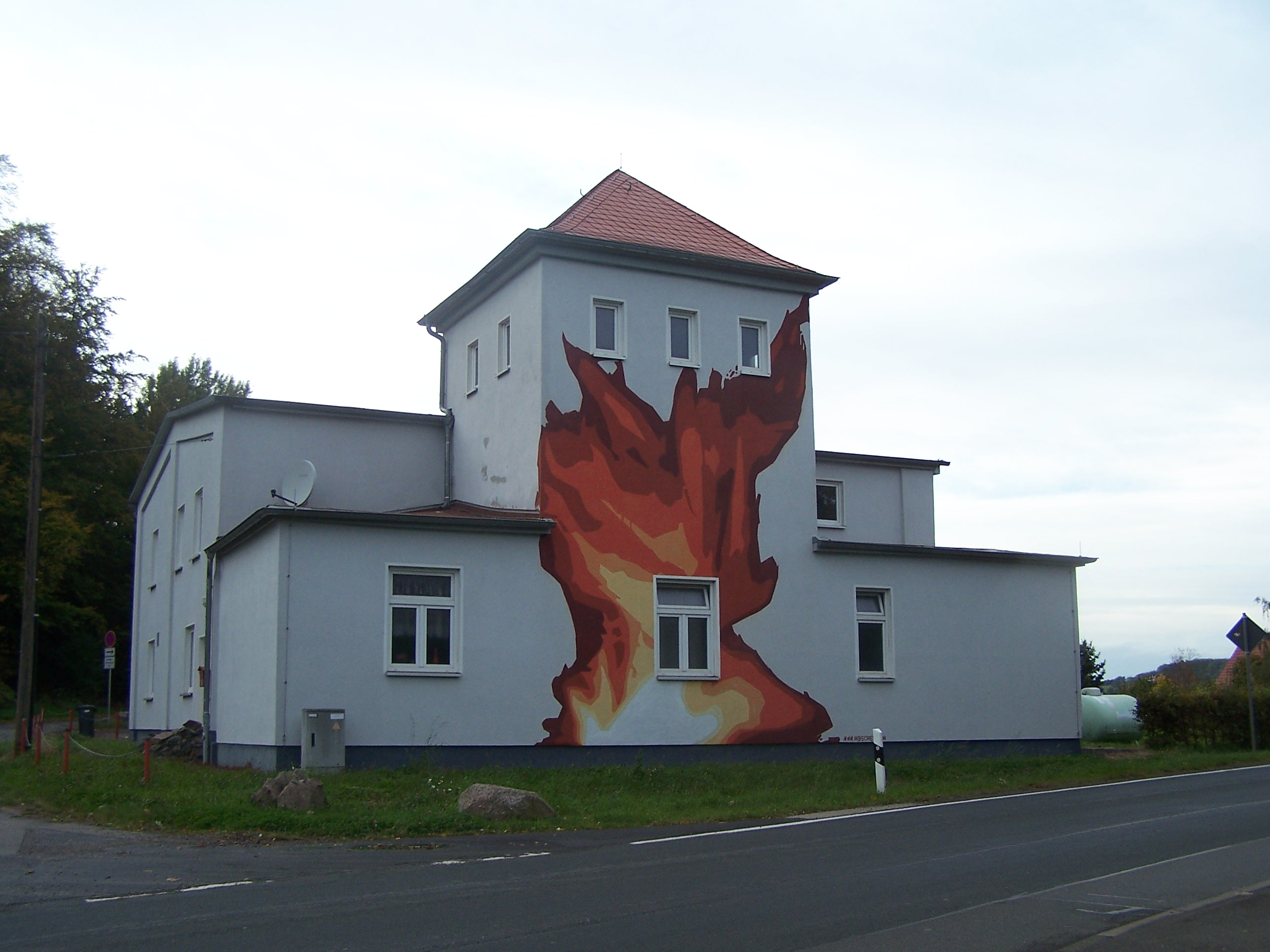
Lokschuppen mit Werkstattanbau im Bahnhof Bad Liebenstein

Als Lokomotivbahnhof, Lokbahnhof oder Lokomotivstation wird der Teil eines Bahnhofs bezeichnet, in dem Lokomotiven behandelt und gewartet werden. Im Gegensatz zum Bahnbetriebswerk ist der Lokbahnhof keine selbständige Dienststelle. 

## Geschichte
Die ersten Lokomotivbahnhöfe an den Hauptbahnen entstanden mit der Spezialisierung des Werkstättenwesens um die Mitte des 19. Jahrhunderts. Sie wurden angelegt, wenn Lokomotiven an Orten stationiert werden mussten, an denen kein eigenständiges Betriebswerk bestand. Das war der Fall an wichtigen Unterwegsstationen, Endbahnhöfen an Stichbahnen, in Ballungszentren an den Endstationen der Vorortzüge oder an Bahnhöfen, von denen aus regelmäßig Züge nachgeschoben werden mussten. 
Die meisten Endbahnhöfe und Betriebsmittelpunkte der Nebenbahnen wurden mit Lokbahnhöfen ausgestattet, wo die Betriebs- und Reservelokomotiven und meistens auch die Lokpersonale stationiert waren. Durch die damit gegebene Übernachtungsmöglichkeit war es möglich, ohne aufwändige nächtliche Leerfahrten früh morgens den ersten Zug vom Endbahnhof aus einzusetzen und den letzten Zug dort enden zu lassen. Für die Reisenden hatte das den Vorteil, dass sie trotz niedriger Fahrgeschwindigkeit, langer Fahrzeit und geringer Zugfrequenz die Möglichkeit hatten, am gleichen Tag in die nächste Stadt und wieder zurück zu gelangen.
Für den Betrieb der Dampflokomotiven waren die Lokbahnhöfe unentbehrlich, denn die Maschinen waren wartungsintensiv und benötigten eine frostsichere Abstellmöglichkeit. Aber schon in den 1930er Jahren wurde nach Möglichkeiten der Einsparung gesucht und es wurden die ersten Lokbahnhöfe aufgelöst. Spätestens nach der Umstellung auf Diesel- oder Elektrolokomotiven mit kürzeren Fahrzeiten, größerem Einsatzradius und längeren Wartungsintervallen verloren die meisten Lokbahnhöfe ihre Funktion und die Anlagen wurden, soweit sie nicht verkauft oder anderweitig genutzt werden konnten, abgerissen oder dem Verfall preisgegeben. 
Heute gibt es Lokbahnhöfe nur noch bei kleineren Eisenbahnbetrieben, Schmalspur- und Museumsbahnen. Zum Beispiel nutzen die Harzer Schmalspurbahnen neben ihrem Bahnbetriebswerk Wernigerode Westerntor die Einsatzstellen – und damit als Lokbahnhof – Gernrode und Nordhausen Nord. Auch hier wurden kleinere Lokbahnhöfe wie Hasselfelde und Benneckenstein vor längerer Zeit aufgegeben.

## Bauliche Anlagen des Lokomotivbahnhofs

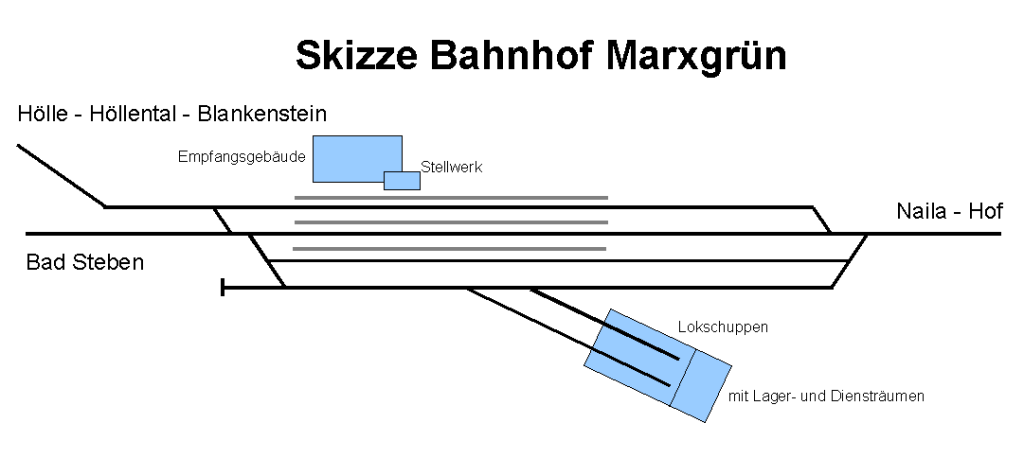
Gleisplanbeispiel des Bahnhofes Marxgrün

Zentrales Bauwerk des Lokbahnhofes war der Lokomotivschuppen, meistens mit rechteckigem Grundriss und Ständen für zwei bis sechs Maschinen. Zur Abstellung und Wartung der Lokomotiven war der Schuppen mit Arbeitsgruben, Rauchabzügen, einer Ofenheizung und gegebenenfalls einer Pulsometeranlage ausgestattet. Weitere Räumlichkeiten wie Werkstatt, Übernachtungsräume, sanitäre Einrichtungen und ein Büro waren meist an den Schuppen angebaut. Auch der Hochbehälter für die Wasserversorgung war häufig in den Lokschuppen integriert. Gelegentlich verfügten Lokomotivbahnhöfe auch über größere maschinelle Anlagen wie Kran oder Achssenke, besonders dann, wenn der Weg ins nächste Betriebs- oder Ausbesserungswerk sehr weit oder wegen unterschiedlicher Spurweite sehr aufwändig war.
Je nach Aufgabe des Lokbahnhofes gab es neben dem Lokschuppen häufig noch weitere Bauten, zum Beispiel Waschhaus, Lagerschuppen für Petroleum, Kohlenstall, Materiallager und Dienstwohngebäude. In Bayern war die Dienstwohnung häufig direkt an das Maschinenhaus angebaut. 
Lokomotivbahnhöfe lagen, von sehr wenigen Ausnahmen abgesehen, an einem Bahnhofskopf parallel zu den Bahnhofsgleisen und waren an das Hauptgleis oder ein Überholgleis angebunden. An der Zufahrt zum Lokschuppen liegen die Bekohlungseinrichtungen, das Kohlenlager und ein Wasserkran. Da in den Lokbahnhöfen vorwiegend Tenderlokomotiven behandelt wurden, waren Drehscheiben nur in den seltensten Fällen erforderlich.

## Organisation
Bei der Staatsbahn war jeder Lokbahnhof als Einsatzstelle einem Betriebswerk zugeordnet. Die meisten Betriebswerke betreuten mehrere Lokbahnhöfe als übergeordnete Dienststelle. Lokomotiven, die in einem Lokbahnhof stationiert waren, kamen nur in das zuständige Bahnbetriebswerk, wenn bestimmte Fristarbeiten wie Auswaschen, Rohrblasen oder umfangreiche Reparaturen anstanden. Kleinere Reparaturen und Untersuchungen wurden vom Lokpersonal oder von Schlossern des Betriebswerkes vor Ort im Lokbahnhof durchgeführt. 